# Arvigo
Arvigo foi uma comuna da Suíça, no Cantão Grisões, com cerca de 97 habitantes. Estendia-se por uma área de 17,01 km², de densidade populacional de 6 hab/km². Confinava com as seguintes comunas: Braggio, Buseno, Cauco, Cresciano (TI), Osogna (TI), San Vittore, Selma.
A língua oficial nesta comuna era o italiano, falado por 78% da população (de acordo com o censo de 2000). O alemão era a segunda língua mais falada, com 10,9%, e o português vem em terceiro, com 5,4%.

## História
Em 1 de janeiro de 2015, passou a formar parte da nova comuna de Calanca.